# Dipteryx
Genre
Synonymes
- Coumarouna Aubl.
- Oleiocarpon Dwyer[2]

Dipteryx  est un genre de plantes à fleurs dicotylédones de la famille des Fabaceae, sous-famille des Faboideae, originaire d'Amérique centrale  et d'Amérique du Sud, qui comprend une dizaine d'espèces acceptées. Ce sont des arbres qui se rencontrent dans les forêts pluviales tropicales, notamment les forêts riveraines et généralement non-inondées. 

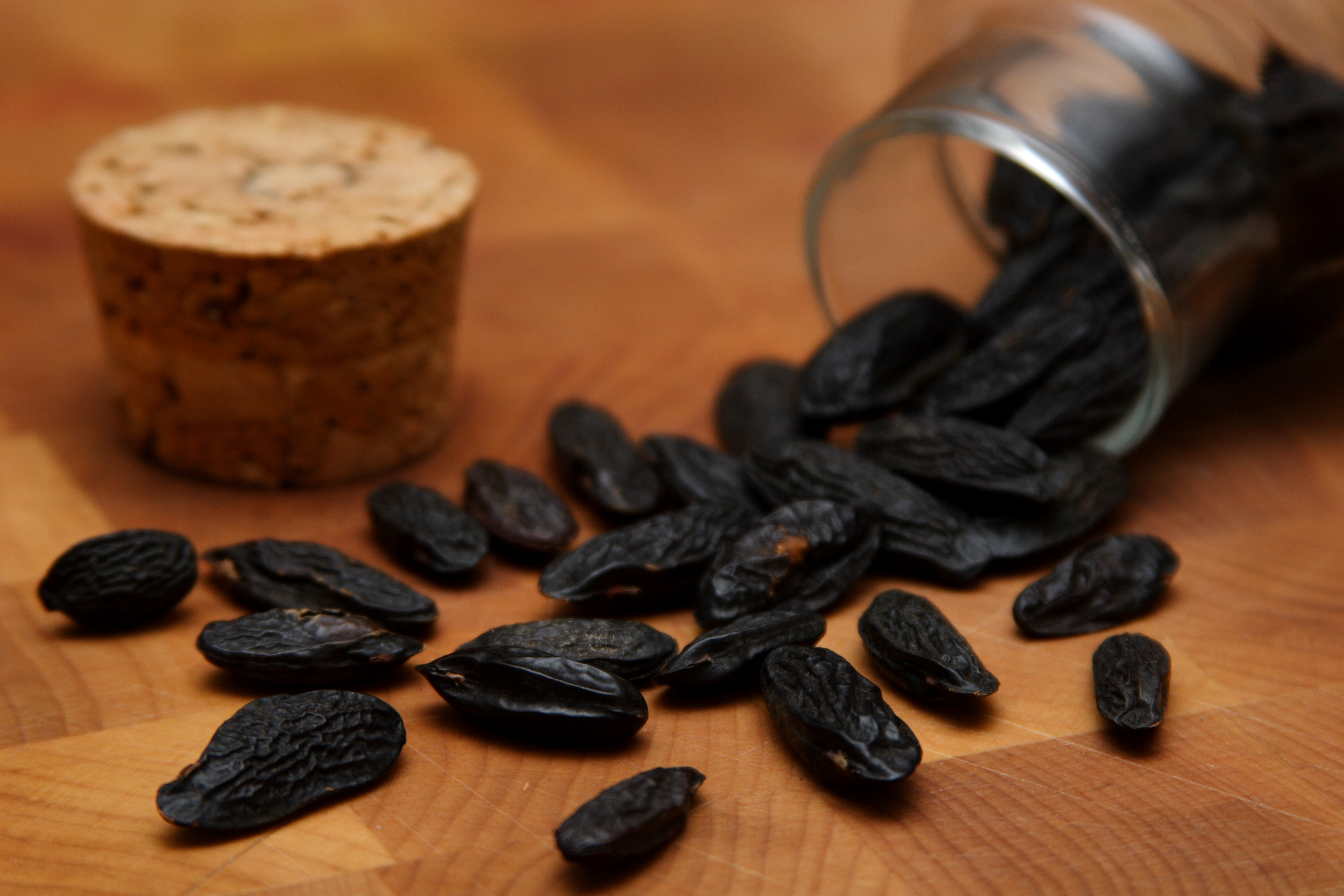
Fèves tonka (Dipteryx odorata).

Certaines espèces, notamment Dipteryx odorata, Dipteryx punctata et Dipteryx trifoliata, sont exploitées pour leur bois, connu en Guyane française sous le nom de gaïac de Cayenne.
Les graines de Dipteryx odorata sont les fèves tonka.

## Liste d'espèces
Selon The Plant List (30 novembre 2018) :
- Dipteryx alata Vogel
- Dipteryx lacunifera Ducke
- Dipteryx magnifica (Ducke) Ducke
- Dipteryx micrantha Harms - shihuahuaco, cumarú
- Dipteryx odorata (Aubl.) Willd. - gaïac de Cayenne, Tonka, coumarou
- Dipteryx oleifera Benth.
- Dipteryx polyphylla Huber
- Dipteryx punctata (S.F.Blake) Amshoff
- Dipteryx rosea Benth.

## Bois
Ces arbres produisent un bois lourd (densité souvent supérieure à 1), d'une très bonne durabilité, commercialisé sous le nom de « Cumaru ».